# Тикканен, Эса
Э́са Ти́кканен (фин. Esa Tikkanen; род. 25 января 1965, Хельсинки, Финляндия) — бывший финский хоккеист, левый нападающий.

## Краткая биография
Большая часть карьеры игрока в НХЛ пришлась на «Эдмонтон Ойлерз». Потом были «Нью-Йорк Рейнджерс» (за который он играл трижды и в котором завершил карьеру в Северной Америке), «Сент-Луис Блюз», «Нью-Джерси Девилз», «Ванкувер Кэнакс», «Флорида Пантерз», «Вашингтон Кэпиталз». На протяжении игровой карьеры считался превосходным форвардом оборонительного плана, что подтверждается четырьмя номинациями на Селке Трофи.
В составе сборной Финляндии — участник Олимпийских игр (1998), Кубка Канады (1987, 1991), пяти чемпионатов мира (1985, 1989, 1993, 1996, 2000).

## Достижения
- Обладатель кубка Стэнли (5): 1985, 1987, 1988, 1990, 1994
- Финалист кубка Стэнли (1): 1998
- Бронзовый призёр Олимпийских игр: 1998
- Бронзовый призёр чемпионата мира: 2000
- Серебряный призёр молодёжного чемпионата мира: 1984

## Статистика выступлений за клубы
```
--- Regular Season ---  ---- Playoffs ----
Season   Team                        Lge    GP    G    A  Pts  PIM  GP   G   A Pts PIM
--------------------------------------------------------------------------------------
1981-82  Regina Pats                 WHL     2    0    0    0    0  --  --  --  --  --
1983-84  HIFK Helsinki               SM-li  36   19   11   30   30
1984-85  HIFK Helsinki               SM-li  36   21   34   55   42
1984-85  Edmonton Oilers             NHL    --   --   --   --   --   3   0   0   0   2
1985-86  Edmonton Oilers             NHL    35    7    6   13   28   8   3   2   5   7
1985-86  Nova Scotia Oilers          AHL    15    4    8   12   17  --  --  --  --  --
1986-87  Edmonton Oilers             NHL    76   34   44   78  120  21   7   2   9  22
1987-88  Edmonton Oilers             NHL    80   23   51   74  153  19  10  17  27  72
1988-89  Edmonton Oilers             NHL    67   31   47   78   92   7   1   3   4  12
1989-90  Edmonton Oilers             NHL    79   30   33   63  161  22  13  11  24  26
1990-91  Edmonton Oilers             NHL    79   27   42   69   85  18  12   8  20  24
1991-92  Edmonton Oilers             NHL    40   12   16   28   44  16   5   3   8   8
1992-93  Edmonton Oilers             NHL    66   14   19   33   76  --  --  --  --  --
1992-93  New York Rangers            NHL    15    2    5    7   18  --  --  --  --  --
1993-94  New York Rangers            NHL    83   22   32   54  114  23   4   4   8  34
1994-95  HIFK Helsinki               SM-li  19    2   11   13   16  --  --  --  --  --
1994-95  St. Louis Blues             NHL    43   12   23   35   22   7   2   2   4  20
1995-96  St. Louis Blues             NHL    11    1    4    5   18  --  --  --  --  --
1995-96  New Jersey Devils           NHL     9    0    2    2    4  --  --  --  --  --
1995-96  Vancouver Canucks           NHL    38   13   24   37   14   6   3   2   5   2
1996-97  Vancouver Canucks           NHL    62   12   15   27   66  --  --  --  --  --
1996-97  New York Rangers            NHL    14    1    2    3    6  15   9   3  12  26
1997-98  Florida Panthers            NHL    28    1    8    9   16  --  --  --  --  --
1997-98  Washington Capitals         NHL    20    2   10   12    2  21   3   3   6  20
1998-99  New York Rangers            NHL    32    0    3    3   38  --  --  --  --  --
1999-00  Jokerit Helsinki            SM-li  43   10   13   23   85  11   1   6   7  10
2000-01  Essen Mosquitoes            DEL    46    8   21   29   81  --  --  --  --  --
--------------------------------------------------------------------------------------
         NHL Totals                        877  244  386  630 1077 186  72  60 132 275

```